# Zona metropolitană Botoșani
Zona metropolitană Botoșani este o zonă metropolitană din România, care a fost creată prin asocierea municipiului Botoșani cu localitățile: comuna Mihai Eminescu, comuna Răchiți, comuna Roma, comuna Curtești, comuna Stăuceni, comuna Vlădeni, comuna Bălușeni și orașul Bucecea.